# 女性自身
『女性自身』（じょせいじしん）は、光文社から発売される女性週刊誌。毎週火曜日発売。『週刊女性』（主婦と生活社）や『女性セブン』（小学館）などと共に3大女性週刊誌の一角を担っている。

## 概要・事件

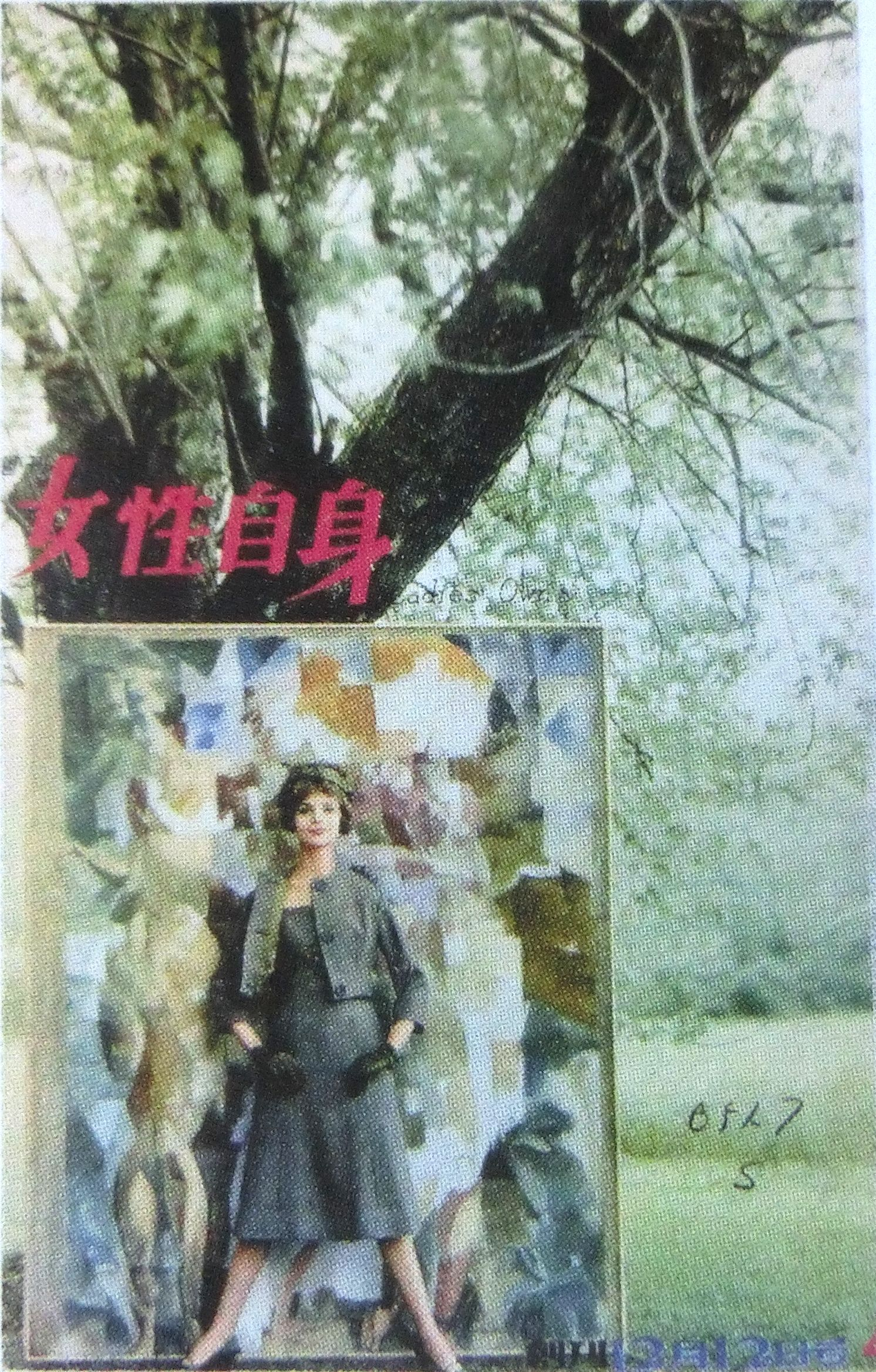
1958年12月12日号

- 1958年創刊。創刊時はアメリカの『Seventeen』と提携したファッション雑誌であった。しかし、売り上げが伸びなかったことから、皇室ネタを中心とした女性週刊誌として大幅に方針転換されていった。
- 1963年11月25日号で当週刊誌がBusiness Girlに代わる言葉として「OL」(Office Lady) を発表。
- 1975年創刊のファッション誌『JJ』は女性自身増刊号から派生したものである。
- 2009年から創刊50周年を記念し、ロゴ（題字）・装丁を変更。
- 皇室報道において虚偽内容の記事を掲載したとして、宮内庁から複数回に渡って抗議や記事の訂正を求められている[3][4]。
- 2013年、安倍晋三首相の夫人・昭恵が「首相公邸の台所を1000万円かけて改装するよう指示した」と報じたが、事実ではないとして安倍自身のフェイスブックにおいて訂正を求められた[5]。
- 2019年8月、海外の陰謀論系医療ブログをもとに「5Gでムクドリが大量死した」と5Gに関する誤情報を報道した[2]。この情報はアメリカのファクトチェックサイトであるスノープスに「フェイク」と判定されているものであった[6]。
- 2020年3月24日・31日合併号に掲載された「コロナウイルスに負けないために　今、やめるべき薬」という記事に非難が殺到し、ヤフーのヘッドラインなどでは該当記事が削除された[7]。
- 2023年10月10日号の付録として同封されたバレーボール男子日本代表である高橋藍の特大ポスターについて、同代表の肖像権を管理・運用している日本バレーボール協会の許可なく発行されたものであるとして、同協会が抗議声明を出す事態になった[8][9][10]。
- 同年12月25日付で歌い手・歌手のAdoが素顔を公開すると報じる[11]。しかし、同日にAdoはX（旧Twitter）上で「こちらの記事は間違ったものです」と否定した[12]。

## 主な関係者
- 黒崎勇（初代編集長）
- 井上清（第2代編集長）
- 櫻井秀勲（第3代編集長）
- 児玉隆也 (「優秀な編集者を担当につけてほしい」という三島由紀夫からの要望により、三島関連の掲載記事を担当[13]。三島の勧誘でボディビルを始めたこともあった[13]。1967年に第3代副編集長となる[13]。)
- 田邉浩司（現編集長）
- 草柳大蔵（政治担当ライター）
- 竹中労（芸能担当ライター）
- 黒木純一郎（「シリーズ人間」・瀬戸内寂聴などを担当。松原智恵子の夫。2022年2月16日死去[14][15]）
- 前田忠明（本紙芸能記者を経て、フジテレビジョンへ移籍。現在も専属契約芸能記者を務める）
- オモロー山下（元芸人。芸能担当ライター）[16]

## 掲載作品

### 小説・エッセイ
- 松本清張『波の塔』1959年5月29日号 - 1960年6月15日号
- 松本清張『風の視線』1961年1月3日号 - 同年12月18日号
- 松本清張『水の炎』1962年1月1日号 - 同年12月17日号
- 松本清張『神と野獣の日』1963年2月18日号 - 同年6月24日号
- 三島由紀夫『雨のなかの噴水』1963年11月11日号
- 三島由紀夫『をはりの美学』1966年2月14日号 - 同年8月1日号　※ 7月18日号は休載し「ビートルズ見物記」を掲載。
- 三島由紀夫『三島由紀夫レター教室』1966年9月26日号 - 1967年5月15日号

### 漫画
- ショッキングピンク
- 修羅の檻
- 悪女聖書
- サヨナライツカ

## 発行部数
- 2004年（2003年9月 - 2004年8月） 522,233部[17]
- 2005年（2004年9月 - 2005年8月） 517,481部[17]
- 2006年（2005年9月 - 2006年8月） 519,464部[17]
- 2007年（2006年9月 - 2007年8月） 507,043部[17]
- 2008年（2007年10月 - 2008年9月）471,957部[17]
- 2010年（2010年10月 - 2010年12月）421,382部[18]
- 2013年（2013年7月 - 2013年9月）418,182部[19]
- 2017年（2017年4月 - 2017年6月） 355,058部[20]
- 2019年（2017年4月 - 2017年6月） 328,825部[21]

|        | 1〜3月     | 4〜6月     | 7〜9月     | 10〜12月   |
| ------ | ---------- | ---------- | ---------- | ---------- |
| 2008年 |            | 466,017 部 | 465,610 部 | 459,375 部 |
| 2009年 | 451,100 部 | 456,919 部 | 449,928 部 | 436,334 部 |
| 2010年 | 427,884 部 | 427,673 部 | 415,325 部 | 421,382 部 |
| 2011年 | 409,684 部 | 390,300 部 | 394,417 部 | 405,410 部 |
| 2012年 | 393,425 部 | 397,917 部 | 420,900 部 | 423,059 部 |
| 2013年 | 410,000 部 | 416,117 部 | 418,182 部 | 444,159 部 |
| 2014年 | 407,909 部 | 400,559 部 | 399,828 部 | 388,942 部 |
| 2015年 | 380,424 部 | 384,891 部 | 379,400 部 | 373,642 部 |
| 2016年 | 367,000 部 | 365,017 部 | 361,025 部 | 360,300 部 |
| 2017年 | 355,433 部 | 355,058 部 | 351,633 部 | 349,900 部 |
| 2018年 | 345,058 部 | 340,225 部 | 339,055 部 | 336,909 部 |
| 2019年 | 328,825 部 | 328,300 部 | 328,045 部 | 327,118 部 |
| 2020年 | 323,417 部 | 316,855 部 | 320,700 部 | 310,364 部 |
| 2021年 | 298,282 部 | 291,564 部 | 285,810 部 | 284,036 部 |
| 2022年 | 281,280 部 | 268,267 部 | 263,260 部 | 259,660 部 |
| 2023年 | 257,236 部 | 256,050 部 | 253,310 部 | 247,150 部 |
| 2024年 | 243,209 部 |            |            |            |